# Geely FC
Geely FC — переднеприводный пятиместный седан, выпускаемый компанией Geely Automobile с 2006 по 2021 год.  Автомобиль назывался Geely Tiger, Biaowang и Luhu, но позже его переименовали в Vision (远景, Yuǎn jǐng).

## Первое поколение (FC1; 2007-2013)
Первое поколение Geely Yuanjing поступило в продажу 18 мая 2007 года после доработки компанией Magna Steyr .  Первоначально названный Geely FC, компактный седан позже был переименован в седан Geely Yuanjing (Vision) в рамках серии продуктов Yuanjing (Vision) в отличие от седана Geely Emgrand (EC7) из серии продуктов Geely Emgrand (ранее это был отдельный продукт). Он был противоположностью Hyundai Elantra, которая продавалась лучше, чем большинство моделей в Китае.

### Стиль
Стиль Geely Yuanjing на протяжении всех поколений остается одинаковым, поскольку автомобили второго и третьего поколений представляли собой обширную модернизацию по сравнению с первым. Оригинальный Geely Yuanjing подвергся критике за сходство с Toyota Corolla (E120), поскольку Yuanjing был разработан на основе компактного седана Toyota. Большинство ранних продуктов Geely имеют тенденцию напоминать продукты Toyota, поскольку реверс-инжиниринг сыграл огромную роль в прошлом Geely.

### Технология
Geely Yuanjing оснащен самым современным двигателем, производимым китайскими производителями на тот момент, с системами ABS и EBD для всех моделей.

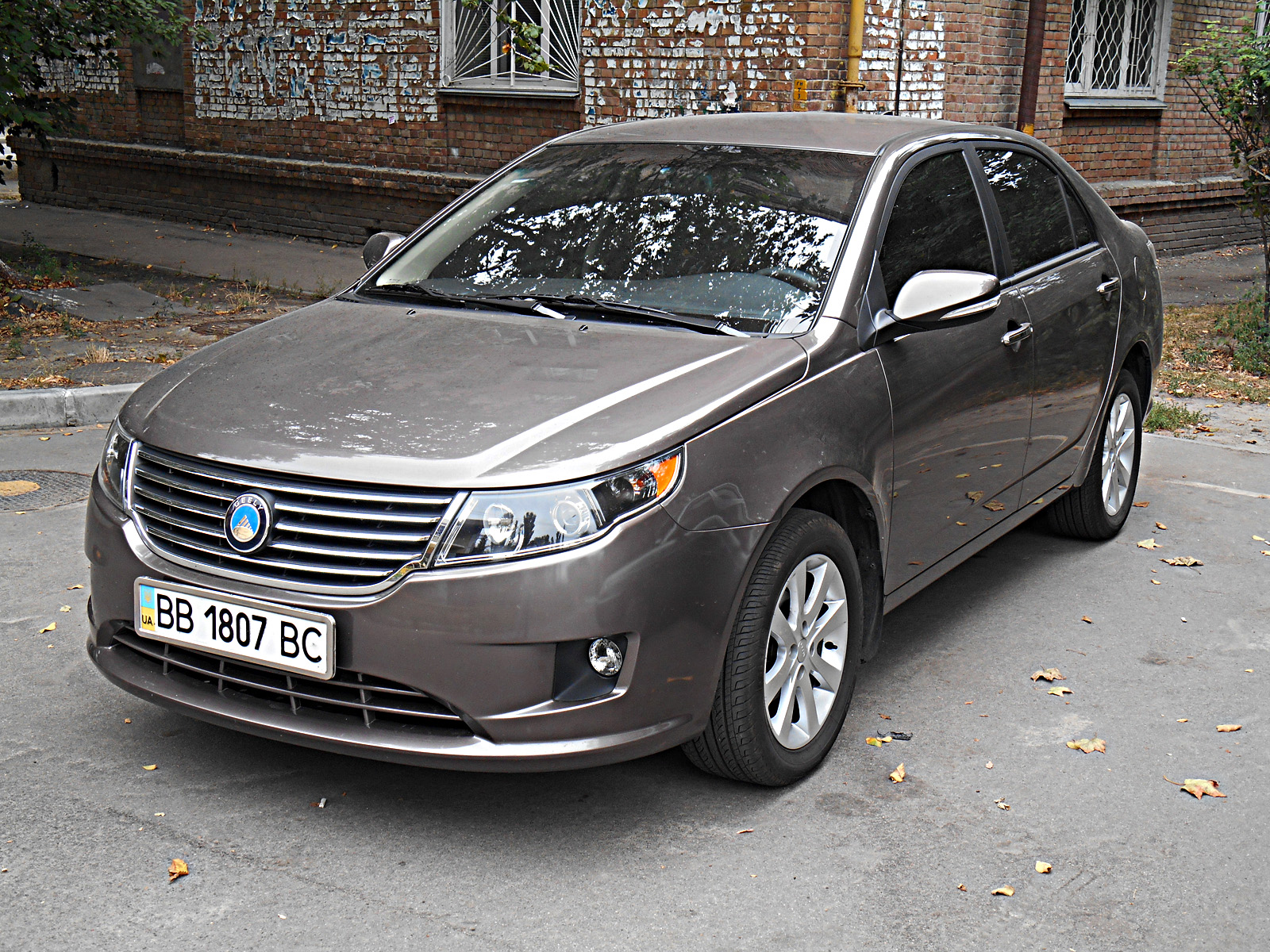
Geely Haijing

## Geely Haijing
Geely Haijing , разработанный SMA Haijing , является одним из флагманских коммерческих автомобилей китайского автопроизводителя Geely Auto . Он был представлен в 2009 году компанией Shanghai Maple Motors, и позже был переименован в Englon SC7 или Englon Haijing. Haijing оснащен двумя передними датчиками парковки и четырьмя задними датчиками парковки. Модели High Match оснащены двигателем 1,8T с 6-ступенчатой автоматической коробкой передач австралийского производителя коробок передач Drivetrain Systems International.

## Второе поколение (FC2; 2013-2018)

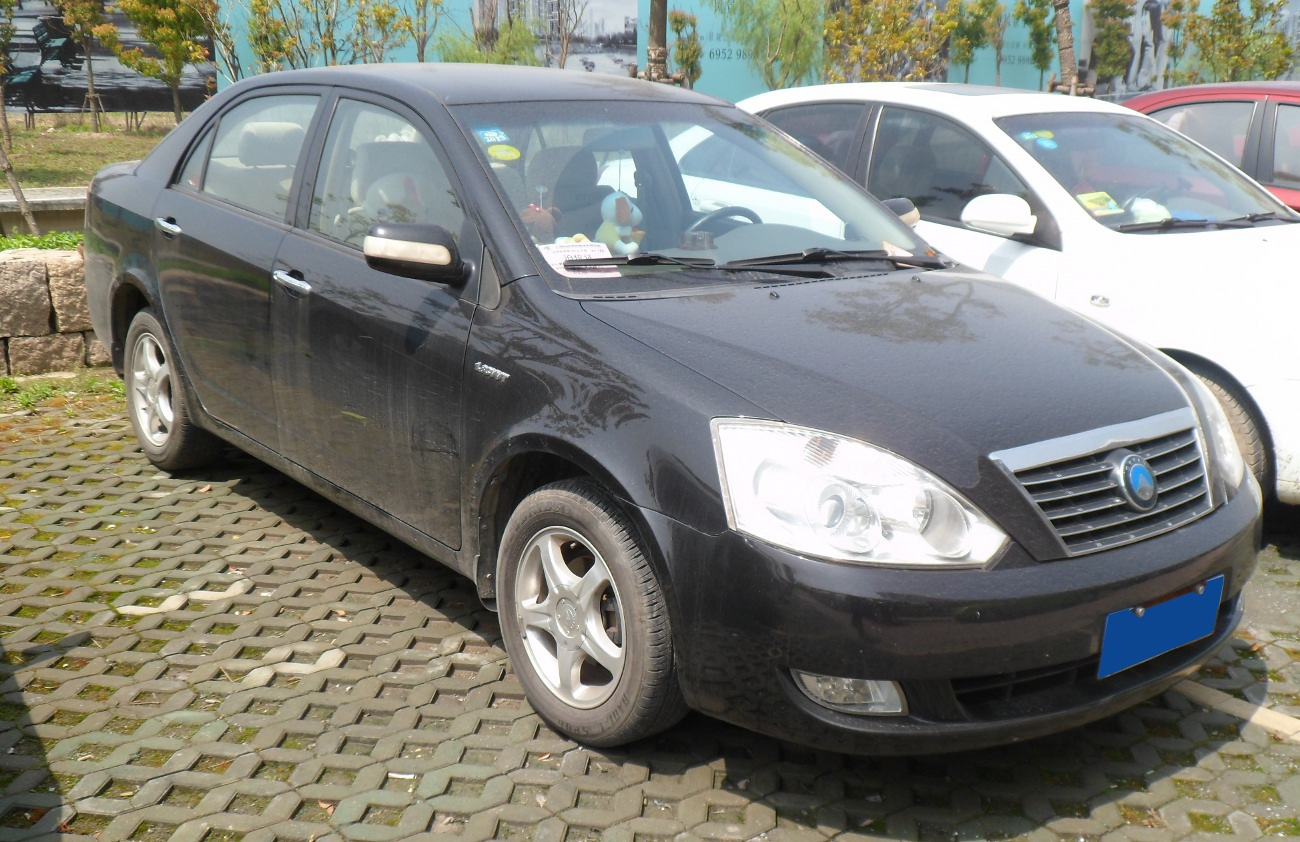
Geely FC

Седан Geely Yuanjing претерпел несколько фейслифтингов под кодовыми названиями FC, FC2 и FC3, выпущенный в конце 2017 года. Боковой профиль очень напоминает Toyota Corolla 2000-х годов во всех модификациях FC, FC2 и FC3.  У FC2 полностью переработаны DRG на передней и задней части , что требует новых передних и задних крыльев. Однако остальная часть автомобиля, особенно боковой профиль, осталась неизменной, поскольку в основе лежит старая платформа FC. FC2 иногда называют Geely Yuanjing второго поколения или Geely Yuanjing II.

## Третье поколение (FC3; 2018-2021)

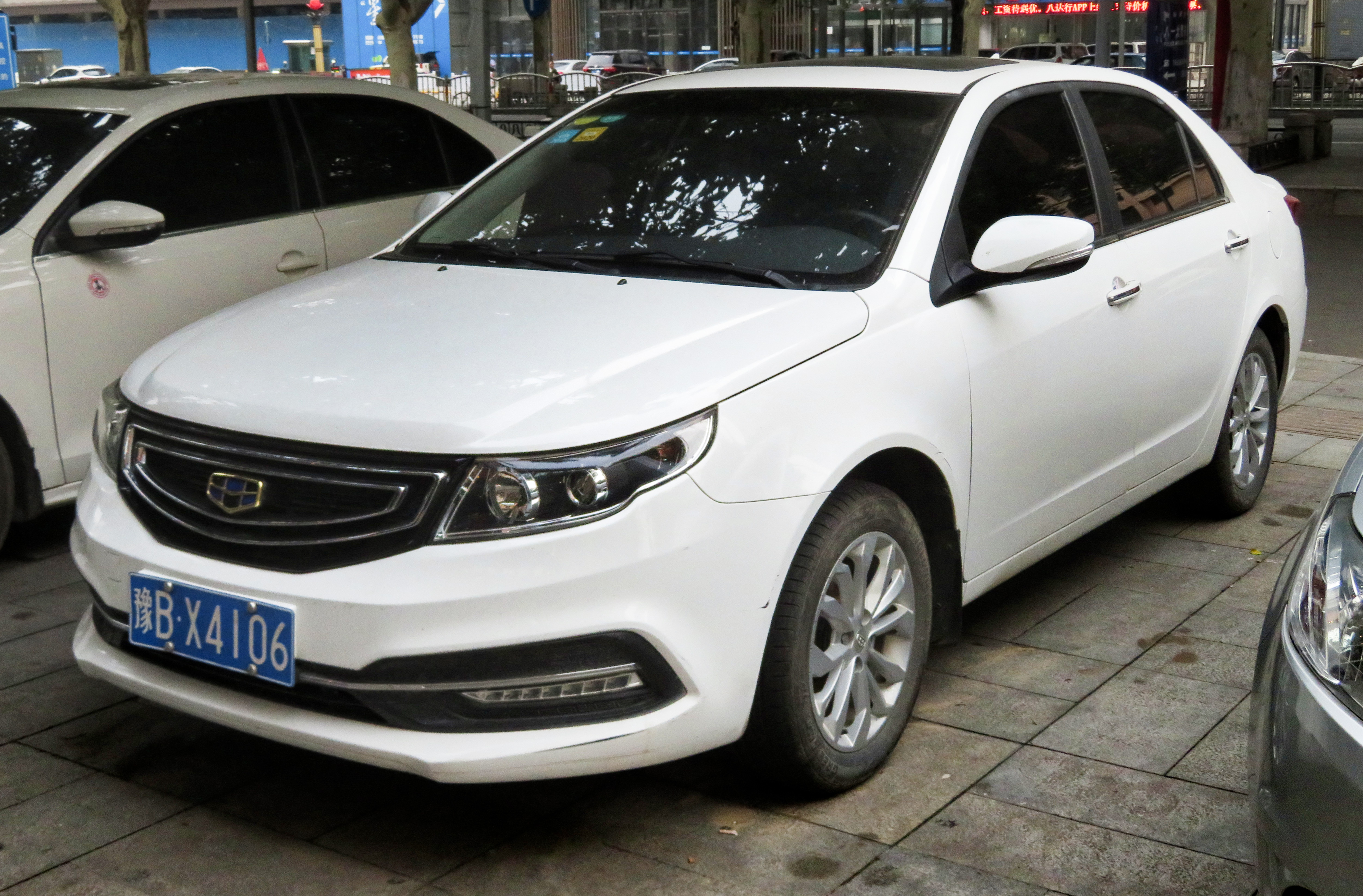
Geely FC2

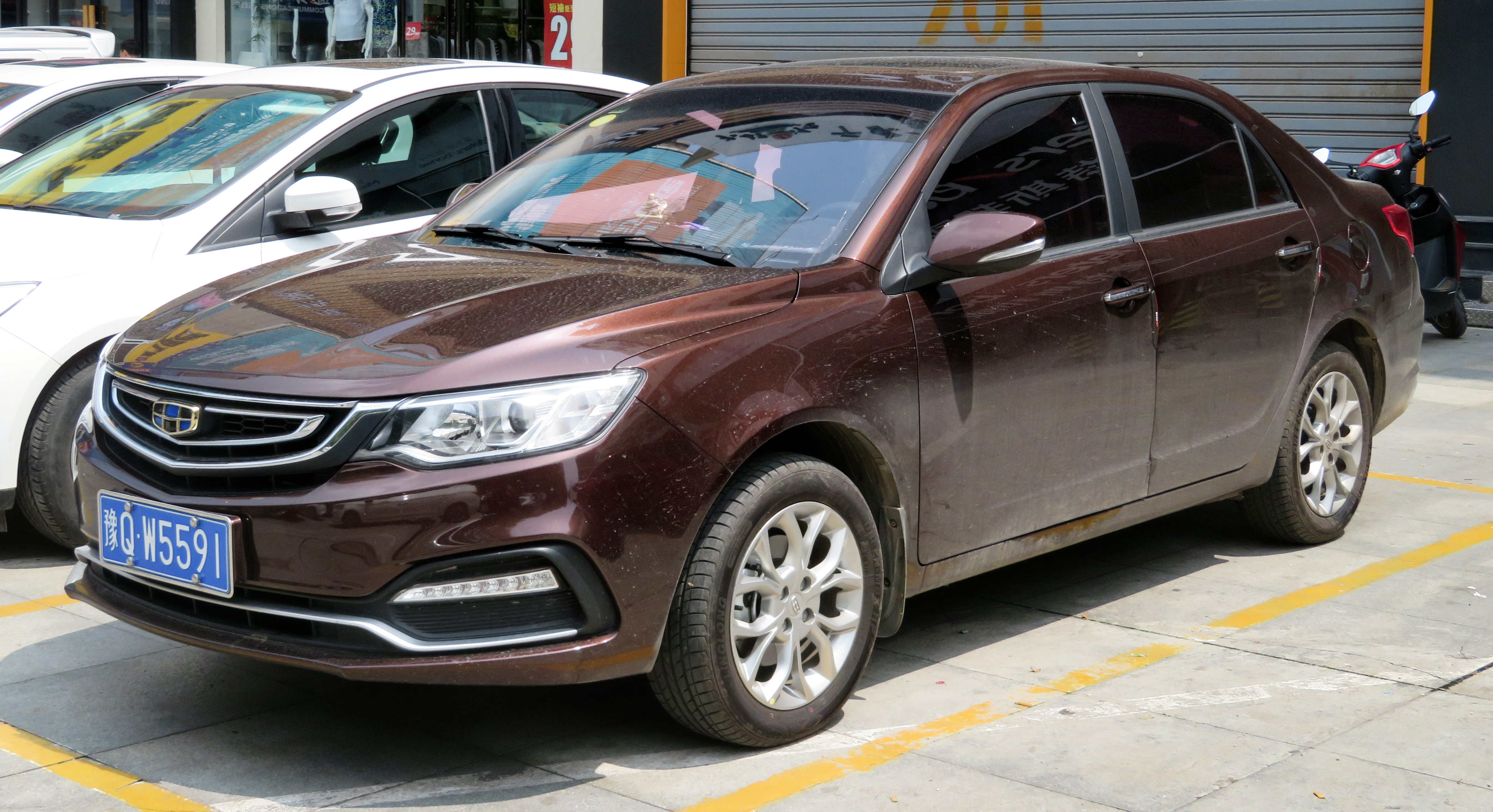
Geely FC3

Второй фейслифтинг был сделан в конце 2017 года под кодовым названием FC3. Как и в случае с предыдущим фейслифтингом, платформа осталась неизменной, и на этот раз старые передние и задние крылья FC2 также были сохранены, так как края передних и задних фонарей остались неизменными. Изменения в передней части незначительны: задний фонарь был переработан, чтобы располагаться горизонтально и сохранять исходные границы поколения FC2, а задний номерной знак также был перенесен вниз на задний бампер. FC3 иногда называют Geely Yuanjing третьего поколения или Geely Yuanjing III.